# Bisaltes sautierei
Bisaltes sautierei là một loài bọ cánh cứng trong họ Cerambycidae.